# Chrzypsko Wielkie (gemeente)
De gemeente Chrzypsko Wielkie is een landgemeente in het Poolse woiwodschap Groot-Polen, in powiat Międzychodzki.
De zetel van de gemeente is in Chrzypsko Wielkie.
Op 30 juni 2004 telde de gemeente 3284 inwoners.

## Oppervlakte gegevens
In 2002 bedroeg de totale oppervlakte van gemeente Chrzypsko Wielkie 84,33 km², waarvan:
- agrarisch gebied: 66%
- bossen: 17%

De gemeente beslaat 11,45% van de totale oppervlakte van de powiat.

## Demografie
Stand op 30 juni 2004:
| Omschrijving                   | Totaal | Totaal | Vrouwen | Vrouwen | Mannen | Mannen |
| ------------------------------ | ------ | ------ | ------- | ------- | ------ | ------ |
| eenheid                        | aantal | %      | aantal  | %       | aantal | %      |
| inwoners                       | 3284   | 100    | 1685    | 51,3    | 1599   | 48,7   |
| bevolkingsdichtheid (inw./km²) | 38,9   | 38,9   | 20      | 20      | 19     | 19     |

In 2002 bedroeg het gemiddelde inkomen per inwoner 1542,62 zł.

## Sołectwo
Białcz, Białokosz, Białokoszyce, Charcice, Chrzypsko Małe, Chrzypsko Wielkie, Gnuszyn, Łężce, Łężeczki, Mylin, Orle Wielkie, Ryżyn, Śródka-Strzyżmin.

## Aangrenzende gemeenten
Kwilcz, Pniewy, Sieraków, Wronki